# Lijst van nummer 1-hits in Frankrijk in 2007
Deze hits stonden in 2007 op nummer 1 in de SNEP Single Top 100, de bekendste hitlijst in Frankrijk.
| Datum        | Artiest                                               | Titel                                            |
| ------------ | ----------------------------------------------------- | ------------------------------------------------ |
| 6 januari    | Fatal Bazooka                                         | Fous ta cagoule                                  |
| 13 januari   | Fatal Bazooka                                         | Fous ta cagoule                                  |
| 20 januari   | Kamini                                                | Marly-Gomont                                     |
| 27 januari   | Kamini                                                | Marly-Gomont                                     |
| 3 februari   | Kamini                                                | Marly-Gomont                                     |
| 10 februari  | Kamini                                                | Marly-Gomont                                     |
| 17 februari  | Yannick Noah                                          | Aux arbres citoyens                              |
| 24 februari  | Yannick Noah                                          | Aux arbres citoyens                              |
| 3 maart      | Yannick Noah                                          | Aux arbres citoyens                              |
| 10 maart     | Fatal Bazooka & Vitoo                                 | Mauvaise foi nocturne                            |
| 17 maart     | Fatal Bazooka & Vitoo                                 | Mauvaise foi nocturne                            |
| 24 maart     | Fatal Bazooka & Vitoo                                 | Mauvaise foi nocturne                            |
| 31 maart     | Fatal Bazooka & Vitoo                                 | Mauvaise foi nocturne                            |
| 7 april      | Fatal Bazooka & Vitoo                                 | Mauvaise foi nocturne                            |
| 14 april     | Cascada                                               | Miracle                                          |
| 21 april     | Céline Dion                                           | Et s'il n'en restait qu'une (je serais celle-là) |
| 28 april     | Beyoncé & Shakira                                     | Beautiful liar                                   |
| 5 mei        | Tony Parker                                           | Balance-toi                                      |
| 12 mei       | Beyoncé & Shakira                                     | Beautiful liar                                   |
| 19 mei       | Christophe Maé                                        | On s'attache                                     |
| 26 mei       | Nelly Furtado                                         | Say it right                                     |
| 2 juni       | Christophe Willem                                     | Double je                                        |
| 9 juni       | Christophe Willem                                     | Double je                                        |
| 16 juni      | Grégory Lemarchal                                     | Du temps en temps                                |
| 23 juni      | Christophe Willem                                     | Double je                                        |
| 30 juni      | Christophe Willem                                     | Double je                                        |
| 7 juli       | Mika                                                  | Relax (Take it easy)                             |
| 14 juli      | Mika                                                  | Relax (Take it easy)                             |
| 21 juli      | Christophe Willem                                     | Double je                                        |
| 28 juli      | Christophe Willem                                     | Double je                                        |
| 4 augustus   | Christophe Willem                                     | Double je                                        |
| 11 augustus  | Patrick Fiori, Jean-Jacques Goldman & Christine Ricol | 4 Mots sur un piano                              |
| 18 augustus  | Patrick Fiori, Jean-Jacques Goldman & Christine Ricol | 4 Mots sur un piano                              |
| 25 augustus  | Koxie                                                 | Garçon                                           |
| 1 september  | Koxie                                                 | Garçon                                           |
| 8 september  | Koxie                                                 | Garçon                                           |
| 15 september | Koxie                                                 | Garçon                                           |
| 22 september | Koxie                                                 | Garçon                                           |
| 29 september | Koxie                                                 | Garçon                                           |
| 6 oktober    | Koxie                                                 | Garçon                                           |
| 13 oktober   | Ora Mate                                              | Kamaté                                           |
| 20 oktober   | Melissa M                                             | Elle                                             |
| 27 oktober   | Rihanna                                               | Don't stop the music                             |
| 3 november   | Rihanna                                               | Don't stop the music                             |
| 10 november  | Sheryfa Luna                                          | Quelque part                                     |
| 17 november  | Sheryfa Luna                                          | Quelque part                                     |
| 24 november  | Sheryfa Luna                                          | Quelque part                                     |
| 1 december   | Sheryfa Luna                                          | Quelque part                                     |
| 8 december   | Fatal Bazooka & Yelle                                 | Parle à ma main                                  |
| 15 december  | Fatal Bazooka & Yelle                                 | Parle à ma main                                  |
| 22 december  | Fatal Bazooka & Yelle                                 | Parle à ma main                                  |
| 29 december  | Fatal Bazooka & Yelle                                 | Parle à ma main                                  |